# Jagatsinghpur
Jagatsinghpur (auch Jagatsinghapur oder Jagatasiṃhapura) ist die Distrikthauptstadt des gleichnamigen Distrikts im indischen Bundesstaat Odisha.
Jagatsinghpur liegt 35 km von der Küste des Golfs von Bengalen entfernt sowie 35 km südöstlich der Großstadt Cuttack. Die Hauptmündungsarme der Mahanadi verlaufen 8 km südlich und 12 km nördlich der Stadt. Der Machagaon-Kanal verläuft durch die Stadt.
Seit dem 13. März 1972 hat die Stadt den Status eines Notified Area Councils. Am 13. August 2001 wurde sie dann zu einer Municipality erhoben.
In der Stadt gibt es keine Industrie. Die Bevölkerung ist überwiegend in der Landwirtschaft beschäftigt.

## Einwohner
Beim Zensus 2011 betrug die Einwohnerzahl 33.631. Das Geschlechterverhältnis lag bei 951 Frauen auf 1000 Männer. Die Alphabetisierungsrate belief sich auf 85,32 %.